# ريتشارد غرينبيرغ
ريتشارد غرينبيرغ (بالإنجليزية: Richard Greenberg) هو كاتب مسرحي وكاتب أمريكي، ولد في 22 فبراير 1958 في إيست ميدو في الولايات المتحدة. عُرف بتصويره الفكاهي اللامألوف لحياة الطبقة المتوسطة في أمريكا. عُرضت له أكثر من خمسٍ وعشرين مسرحية لأول مرة على مسارح برودواي، وأقل من برودواي، وأقل من أقل من برودواي في مدينة نيويورك، وثماني مسرحيات في مسرح ساوث كوست ريبيرتوري في كوستا ميسا، كاليفورنيا، بما في ذلك The Violet Hour وEverett Beekin وHurrah at Last. ويُعدّ غرينبرغ معروفًا على الأرجح بمسرحيته Take Me Out الصادرة عام 2002.

## وصلات خارجية
- ريتشارد غرينبيرغ على موقع الموسوعة البريطانية (الإنجليزية)
- ريتشارد غرينبيرغ على موقع قاعدة بيانات برودواي على الإنترنت (الإنجليزية)